# Feng Zhigang
Feng Zhigang (en chino, 冯志刚; Wuhan, China; 27 de febrero de 1969 – Wuhan, China; 7 de julio de 2011) fue un futbolista y entrenador de fútbol de China que jugó en la posición de defensa.

## Carrera

### Club
| Periodo   | Club             |
| --------- | ---------------- |
| 1992–1995 | Wuhan Steelworks |
| 1996–1998 | Qianwei Huandao  |
| 1999–2000 | Wuhan Hongtao K  |

### Selección nacional
Jugó para China en 10 ocasiones entre 1992 y 1993 sin anotar goles y participó en la Copa Asiática 1992.

### Entrenador
Fue entrenador asistente en los equipos Wuhan Hongtao K y Shaanxi Baorong Chanba.

## Muerte
El 27 de noviembre de 2009 Feng Zhigang sufrió una hemorragia cerebral en el supermercado de Wuhan cuando estaba de compras, luego algunos familiares lo acompañaron al hospital de la Universidad de Wuhan para ser tratado de emergencia. Ahí Feng Zhigang fue operado dos veces, pero Feng Zhigang se mantuvo en coma. El 7 de julio de 2011 Feng Zhigang murió en el hospital a los 42 años.

## Logros
- Jia B League: 1996[2]